# Plumarella acuminata
Plumarella acuminata är en korall som beskrevs 1908 av Sôichirô Kinoshita. Arten ingår i släktet Plumarella och familjen Primnoidae. Dess typlokal är Japan och inga underarter finns listade i Catalogue of Life.